# 바나나쏭의 기적
,"바나나쏭의 기적"(Singing with Angry Bird)은 한국, 인도에서 제작된 지혜원 감독의 2018년 다큐멘터리 영화이다. 김재창 등이 주연으로 출연하였다.
암스테르담국제영화제(IDFA2016)에서 전체 관객투표 4위를 기록했으며, 로스엔젤레스아시안패시픽영화제 편집상을, 이탈리아팔레르모영화제에서 관객상을 수상했다. 벨기에 밀레니엄국제영화제 개막작, 셰필드국제영화제 등 약 26개 국제영화제에 초청 상영되었다. 일본NHK WORLD, 미국PBS, 이탈리아국영방송RAI, 유럽공영TV Arte 등에서 방영되며 호평을 받았다.

## 출연
- 김재창 외 바나나어린이합창단

## 기타
- 제작/ 제공: 바른미디어

- 프로듀서: 김선아
- 프로듀서: 임지석
- 행정: 전정숙
- 조감독: 김민정
- 조감독: 정하라
- 조감독: 김유리
- 마케팅 책임: 신은주
- 촬영: 원성덕
- 동시녹음: Julian Vaz
- 믹싱: 김지은
- 믹싱: 정희구
- 항공촬영: Jitendra Chouhan
- 편집자문: Jesper Osmund
- NLE에디팅: 김장훈
- NLE에디팅: 고동선
- 디지털색보정: 김형희
- 영어번역: 김선아
- 통역: Swati Waghmare
- 통역: Prajacta Vidhate
- 통역: Moses Benjanin Gaikwad
- 통역: 서동빈
- 통역: 김지훈
- 취재: 전연옥
- 취재: 김민혜
- 포스터 디자인: 조민혁
- 번역: Surabhi Sham Kulkarni
- 번역: 윤창연
- 번역: 임은주
- 자문: 고영재
- 자문: 신수원
- 자문: 이한
- 자문: 신현원